# Friedrich Wilhelm Felix von Bärensprung
Friedrich Wilhelm Felix von Bärensprung, född 30 mars 1822 i Berlin, död 26 augusti 1864 i Kiel, var en tysk läkare.
Efter att ha blivit student i Berlin 1840 och medicine doktor i Halle an der Saale 1844 kallades von Bärensprung 1853 till läkare vid syfilidologiska avdelningen vid Charitésjukhuset i Berlin. År 1856 utnämndes han till extra ordinarie professor och erhöll samma år en dermatologisk avdelning. 
Bland von Bärensprungs vetenskapliga arbeten märks hans Untersuchungen über die Temperaturverhältnisse des Foetus und des erwachsenen Menschen im gesunden und kranken Zustande (1851-52), som utkom samtidigt med Traubes arbete i samma ämne, liksom hans undersökningar över Herpes zoster (bältros).